# O deserto do deserto
O deserto do deserto es una película coproducción de Brasil y República Árabe Saharaui Democrática filmada en colores codirigida por Samir Abujamra y Tito González García sobre su propio guion que se estrenó en 2016 y trata sobre el conflicto desarrollado desde que Marruecos invadió en 1975 el Sahara Occidental.

## Argumento
El documental trata sobre el conflicto del Sahara Occidental desde el punto de vista de la RASD para la divulgación de sus reivindicaciones y contexto histórico del conflicto, y la difusión de las condiciones de vida de los habitantes de los Campos de Refugiados de Tinduf.

## La República Árabe Saharaui Democrática
La República Árabe Saharaui Democrática (RASD; en árabe: الجمهورية العربية الصحراوية الديمقراطية‎, Al-Ŷumhūrīyyah Al-`Arabīyyah Aṣ-Ṣaḥrāwīyyah Ad-Dīmuqrāṭīyyah) es un Estado con reconocimiento limitado formado por la antigua provincia española del Sahara español (correspondiente al territorio del actual Sahara Occidental), que fue ocupada ilegalmente en 1976 por Marruecos y Mauritania y luego completamente anexada por Marruecos en agosto de 1979, al retirarse Mauritania de la zona que ocupaba. Actualmente, Marruecos sigue controlando la mayor parte del territorio, pero una porción al este del muro marroquí está bajo el control de la RASD, que la denomina Zona Libre o Territorios Liberados.
La RASD ha sido reconocida por 84 Estados, si bien este número varía dependiendo de la fuente. Según el Parlamento Europeo, la RASD era reconocida por 54 Estados incluyendo la Unión Africana en 2002. Es un Estado miembro de la Unión Africana.

## Producción
Fue rodada en los meses de enero y febrero de 2014 en localizaciones del Sáhara Occidental y en Campos de Refugiados saharauis de Tinduf. Durante la producción el equipo recorrió 3.000 kilómetros por el desierto y uno de los jeeps de la producción fue afectado por una mina en un punto cercano a la costa del Sahara Occidental, siendo este territorio uno de los que mayor concentración de minas del mundo.